# 龍汶駅
龍汶駅（ヨンムンえき）は、大韓民国大田広域市西区龍汶洞にある大田交通公社1号線の駅。駅番号は109。

## 歴史
- 2006年3月16日 - 1号線板岩 - 政府庁舎間開通に伴い開業。

## 駅構造
相対式ホーム2面2線の地下駅。
のりば
| 上り | ●1号線 | 板岩方面 |
| 下り | ●1号線 | 盤石方面 |

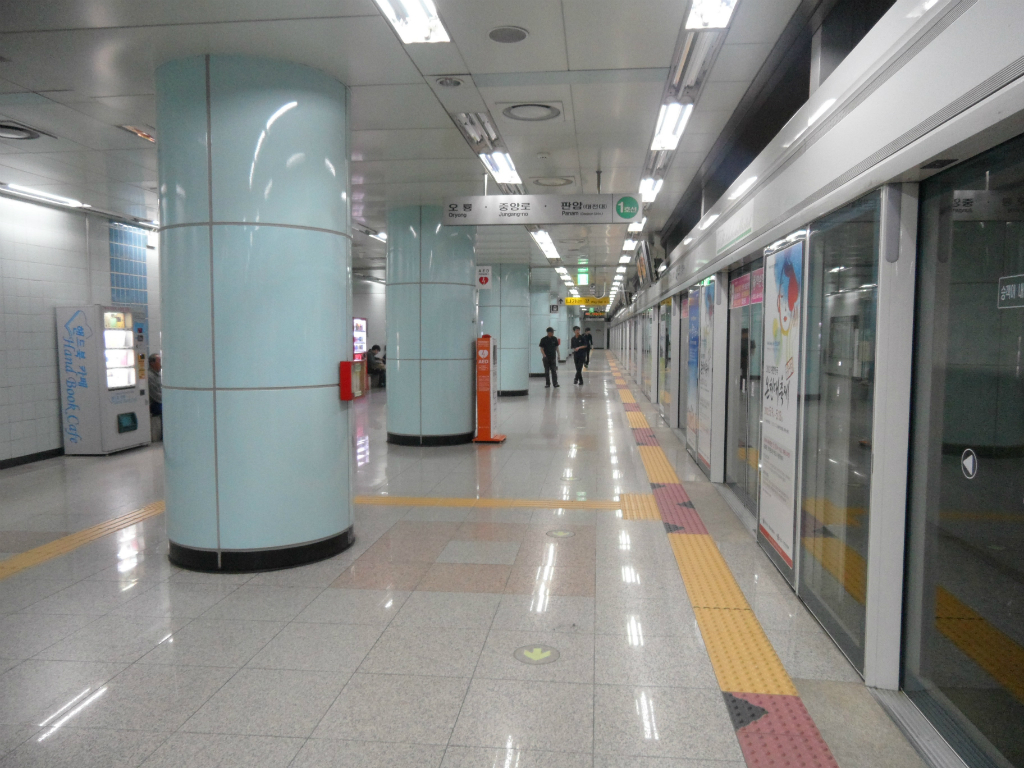
ホーム
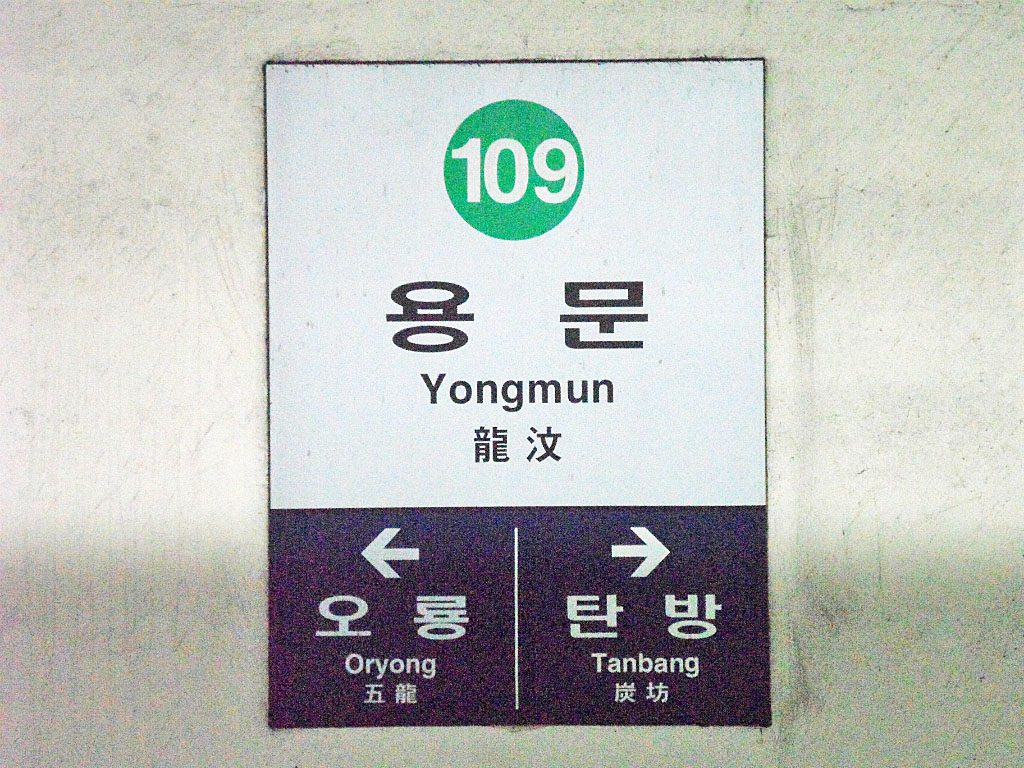
駅名標

## 駅周辺
- ロッテ百貨店大田店
- ロッテシネマ大田
- 龍汶洞行政福祉センター
- 大田龍汶洞郵便局
- ハナ銀行龍汶駅支店
- 大信証券西大田支店
- 韓国健康管理協会大田・忠南支部

## 隣の駅
大田交通公社
●1号線
五龍駅 (108) - 龍汶駅 (109) - 炭坊駅 (110)